# Central Bedfordshire
Central Bedfordshire er en selvstyrende kommune i det ceremonielle grevskab Bedfordshire i England. Kommunen administreres fra Chicksands.

## Oprettet i 2009
Kommunen blev oprettet i 2009, da Mid Bedfordshire District og South Bedfordshire District blev lagt sammen.
Kommunen grænser op til Luton, Hertfordshire, Cambridgeshire, Bedford, Milton Keynes og Buckinghamshire.
52°01′35″N 0°29′26″V / 52.0263°N 0.4906°V